# 25165 Leget
25165 Leget è un asteroide della fascia principale. Scoperto nel 1998, presenta un'orbita caratterizzata da un semiasse maggiore pari a 2,3962577 UA e da un'eccentricità di 0,2374929, inclinata di 6,94178° rispetto all'eclittica.